# Михайленко Наталія Миколаївна
Михайленко Наталія Миколаївна (27 лютого 1955 року) — український фізико-географ, кандидат географічних наук, доцент Київського національного університету імені Тараса Шевченка.

## Біографія
Народилась 27 лютого 1955 року в місті Києві. Закінчила 1977 року географічний факультет Київського університету, у 1983 році аспірантуру Українського науково-дослідного гідрометеорологічного інституту. Працювала у 1977—1987 роках в УкрНДІ гідрометеорології інженером, молодшим науковим співробітником. У Київському університеті працює в 1987—1991 роках викладачем на кафедрі гуманітарних дисциплін підготовчого факультету для іноземних громадян, у 1991—1993 роках викладачем кафедри гуманітарних дисциплін Інституту міжнародних відносин. Кандидатська дисертація піднауковим керівництвом доктора географічних наук, професора П. Г. Шищенко «Біокліматична характеристика фізико-географічних областей Українських Карпат» захищена у 1994 році. З 1995 року — на кафедрі фізичної географії та геоекології географічного факультету. Розробник навчальних та спеціальних курсів: «Основи екології та безпека життєдіяльності», «Медична географія», «Екологія людини».

## Наукові праці
Сфера наукових досліджень: медична географія, екологія, медична кліматологія. Автор понад 50 наукових праць.